# 大馬士革之圍 (1400年)
大馬士革之圍，是1400年帖木兒帝國與馬木留克蘇丹國在大馬士革發生的戰役。

## 背景
帖木兒是自成吉思汗以來中亞最大權力的統治者，經過長期不懈的戰鬥，他試圖重建其前輩的蒙古帝國。
在1399年底之前，帖木兒與埃及的馬木留克蘇丹納西爾·阿德·丁·法拉傑開戰(因他與白帳汗脫脫迷失結盟反帖木兒)，並入侵敘利亞。 帖木兒的軍隊佔領了阿勒頗，他屠殺了許多居民，命令在城外建造一座有20,000個頭骨的人頭塔。攻佔阿勒頗後，帖木兒繼續前進並包圍了大馬士革。

## 戰鬥
由馬木留克蘇丹·納西爾·丁·法拉傑領導的軍隊在大馬士革城郊被帖木兒擊敗，蘇丹被擊敗後從派開羅派了一個代表團，其中包括伊本·赫勒敦與其進行了談判，但他們撤離後，他將這座城市破壞。倭馬亞清真寺被燒毀，男人和女人被奴役。該市有大量的工匠被帶到首都撒馬爾罕。這些人是幸運的公民：許多人被屠殺，他們的頭堆積在城外東北的田野裡。

## 事後
大馬士革被佔領後，帖木兒的新蒙古帝國如今與該地區的另一個新興大國奧斯曼帝國接壤。兩國很快就發生直接衝突。巴耶塞特一世要求一個向帖木兒忠誠的安納托利亞侯國效忠並威脅入侵，帖木兒認為此舉是對自己的侮辱，並在1400年洗劫錫瓦斯。